# Vila Alva
Vila Alva é uma povoação portuguesa sede da Freguesia de Vila Alva do Município de Cuba, freguesia com 37,2 km² de área e 416 habitantes (censo de 2021), tendo, por isso, uma densidade populacional de 11,2 hab./km²
Foi vila e sede de concelho até 1836, quando foi anexado ao concelho de Vila de Frades, entretanto também suprimido em 1854, ano em que passou a pertencer ao concelho (atual município) de Cuba, enquanto Vila de Frades passou a pertencer ao da Vidigueira. Era constituído apenas pela freguesia da sede e tinha, em 1801, 713 habitantes

## Demografia
A população registada nos censos foi:
| Distribuição da População por Grupos Etários | Distribuição da População por Grupos Etários | Distribuição da População por Grupos Etários | Distribuição da População por Grupos Etários | Distribuição da População por Grupos Etários |
| -------------------------------------------- | -------------------------------------------- | -------------------------------------------- | -------------------------------------------- | -------------------------------------------- |
| Ano                                          | 0-14 Anos                                    | 15-24 Anos                                   | 25-64 Anos                                   | > 65 Anos                                    |
| 2001                                         | 65                                           | 58                                           | 242                                          | 259                                          |
| 2011                                         | 42                                           | 42                                           | 207                                          | 223                                          |
| 2021                                         | 35                                           | 27                                           | 151                                          | 203                                          |

## Património
- Capela do Senhor dos Passos ou Museu de Arte Sacra e Arqueologia de Vila Alva
- Igreja de Nossa Senhora da Visitação ou Igreja Matriz de Vila Alva
- Igreja da Misericórdia
- Capela de São João (Cemitério)
- Ermida de Santo António
- Ermida de São Bartolomeu
- Torre do Relógio
- Fontanário e Tanque
- Alminhas
- Anta da Fareloa
- Anta de Cima
- Casario Típico